# وردیشت
وردیشت (به لاتین: Vardište) یک منطقهٔ مسکونی در بوسنی و هرزگوین است که در برزا واقع شده‌است.